# David William Valencia Antonio
David William Valencia Antonio (Nagtupacan, 29 dicembre 1963) è un vescovo cattolico filippino, dal 14 novembre 2018 vescovo di Ilagan.

## Biografia
David William Valencia Antonio è nato a Nagtupacan, nella municipalità di Santo Domingo, il 29 dicembre 1963.

### Formazione e ministero sacerdotale
Ha frequentato i corsi di filosofia presso il seminario "San Paolo" di Baguio e quelli di teologia presso la Scuola di teologia "Immacolata Concezione" di Vigan. Nel 1999 ha conseguito il dottorato in sacra teologia presso l'Università Cattolica d'America a Washington.
Il 1º dicembre 1988 è stato ordinato presbitero per l'arcidiocesi di Nueva Segovia. Dopo alcuni come professore presso la Scuola di teologia "Immacolata Concezione" di Vigan, nel 1993 è stato nominato decano degli studi e poi rettore dello stesso seminario. Nel 2005 è divenuto parroco di Santa Lucia e in seguito vicario generale dell'arcidiocesi di Nueva Segovia.

### Ministero episcopale
Il 15 giugno 2011 papa Benedetto XVI lo ha nominato vescovo ausiliare di Nueva Segovia e titolare di Basti. Ha ricevuto l'ordinazione episcopale il 26 agosto successivo nella cattedrale della Conversione di San Paolo apostolo a Vigan dall'arcivescovo Giuseppe Pinto, nunzio apostolico nelle Filippine, co-consacranti l'arcivescovo metropolita di Nueva Segovia Ernesto Antolin Salgado e quello di Cotobato Orlando Beltran Quevedo.
Il 21 novembre 2015 papa Francesco lo ha nominato anche amministratore apostolico sede plena di San Jose in Mindoro. Il 17 marzo 2018, con le dimissioni di monsignor Antonio Pepito Palang, è divenuto amministratore apostolico sede vacante dello stesso vicariato. Ha esercitato questo ufficio fino al 25 febbraio 2023, giorno della presa di possesso del nuovo vicario apostolico Pablito Martinez Tagura. 
Il 14 novembre 2018 lo stesso pontefice lo ha nominato vescovo di Ilagan. Ha preso possesso della diocesi il 12 febbraio successivo.
Nel maggio del 2019 ha compiuto la visita ad limina.
In seno alla Conferenza dei vescovi cattolici delle Filippine è rappresentante regionale di Luzon Nord presso il consiglio permanente e presidente della commissione per la liturgia dal 2023 e rappresentante della stessa presso la Commissione internazionale sull'inglese nella liturgia.

## Opere
- An inculturation model of the Catholic marriage ritual, Collegeville, Minn., Liturgical Press, 1º novembre 2002,  pp. xii, 169, ISBN 978-0814661864. URL consultato il 12 agosto 2024.

## Genealogia episcopale
La genealogia episcopale è:
- Cardinale Scipione Rebiba
- Cardinale Giulio Antonio Santori
- Cardinale Girolamo Bernerio, O.P.
- Arcivescovo Galeazzo Sanvitale
- Cardinale Ludovico Ludovisi
- Cardinale Luigi Caetani
- Cardinale Ulderico Carpegna
- Cardinale Paluzzo Paluzzi Altieri degli Albertoni
- Papa Benedetto XIII
- Papa Benedetto XIV
- Papa Clemente XIII
- Cardinale Enrico Benedetto Stuart
- Papa Leone XII
- Cardinale Chiarissimo Falconieri Mellini
- Cardinale Camillo Di Pietro
- Cardinale Mieczysław Halka Ledóchowski
- Cardinale Jan Maurycy Paweł Puzyna de Kosielsko
- Arcivescovo Józef Bilczewski
- Arcivescovo Bolesław Twardowski
- Arcivescovo Eugeniusz Baziak
- Papa Giovanni Paolo II
- Arcivescovo Giuseppe Pinto
- Vescovo David William Valencia Antonio